# هندوئیسم در اسرائیل
هندوئیسم در اسرائیل (به انگلیسی: Hinduism in Israel) به جمعیت هندو در اسرائیل اشاره دارد. در سال ۲۰۲۰، حدود ۰٫۰۱ درصد جمعیت اسرائیل را هندوها تشکیل می‌دادند.

## هاره کریشنا
گروهی از مریدان این فرقه در کاتزیر-هاریش زندگی می‌کنند.
جامعه دیگری از ویشناوا در شهرک‌های اسرائیلی کرانه باختری، آریل قرار دارند. آن با پیشگامی جاگادیش و همسرش، جوگالا-پریتی، و خدمت رسانی مریدان جامعه رو به رشد روسی است که برای فرار از فشار شدید اقتصادی در کشورهای مستقل مشترک‌المنافع به اسرائیل مهاجرت کردند. جوگالا-پریتی با راهنمایی گوناواتار و وارشابناوی (Varshabhanavi) در سال ۱۹۹۶، به مرکز انجمن بین‌المللی آگاهی کریشنا پیوست.

## جشنواره‌های هندو در اسرائیل
کریشنا جانماشتامی
هندوها در اسرائیل می‌توانند به‌طور آزادانه به امور مربوط به خود بپردازند. این امر به‌طور مشخص با جشن‌های کریشنا جانماشتامی نمایان است. نمایش‌هایی روی صحنه اجرا می‌شود مبتنی بر داستان‌هایی که حول دوران خردسالی کریشنا می‌گذرد و با رقص و آواز همراه است. این مراسم همراه با ضیافتی است که در آن ۱۰۸ غذا می‌باشد.
برگزارکنندگان مراسم اعلام کردند که آنها از اجرای مراسم کوم (Kumbh) الهام گرفته‌اند و سه سال قبل این رویداد را شروع کردند. بسیاری از افرادی که این مراسم را مشاهده کردند برای بازدید از هند برنامه‌ریزی کرده یا به عنوان سفر گردشگری به آن کشور رفتند. تعدادی از نوجوان‌ها را می‌توان مشاهده کرد که در کلاس‌های یوگا شرکت کرده و در سخنرانی‌های فرقه هاره کریشنا حضور می‌یابند. صف‌های طولانی در کنار مکان‌های هندی ارائه غذا که به دبه معروف هستند وجود دارد که برنج آب‌پز و سوپ عدس می‌دهند. زوج‌های میانسال با بر تن داشتن لباس‌های هندی در کنار ساحل قدم می‌زنند، دختران و پسران جوان روی شن‌های نرم ساحل علامت دایره ایجاد می‌کنند در حالی که سایرین در صبحگاه موج‌سواری می‌کنند.